# Rytteriet
Rytteriet er et satirisk radioprogram på DR's P2, som er lavet af Martin Buch og Rasmus Botoft. I 2010 kom programmet på DR2. Episoderne blev instrueret af Peter Harton. Rytteriet blev udviklet af Rasmus Botoft og Martin Buch sammen med produceren Thomas Bernsen fra DR Radiodrama. 
Det har været opført på Bellevue Teatret under navnet Rytteriet LIVE i 2011 og i 2012.
Rytteriet 2 havde premiere på DR2 i september 2013 og modtog året efter Robertprisen for årets korte tv-serie.
Rytteriet LIVE 2 blev opført på Bellevue Teatret samt på turné rundt i Danmark i 2014-15.
I 2016 blev der sendt en speciel adventstv-julekalender af Rytteriet med fire afsnit på DR2, Rytteriets Jul. Her er mange af de kendte figurer og en masse nye.

## Indhold
Hvert afsnit er opbygget af flere små tilbagevendende sketcher. Nogle af dem er med i hele serien, andre kun få gange. Hovedrollerne spilles af Martin Buch, Rasmus Botoft, Bodil Jørgensen og Nis Bank-Mikkelsen.

### Snobberne
Buch og Botoft spiller de to usympatiske rigmænd Skønne Fritz og Søde Poul, som deler ud af deres tanker om bl.a. de fattige, indvandrere, fede mennesker, pointsystemet og au pair-piger. 

### Sportskommentatorerne
Buch og Botoft parodierer radioens sportskommentatorer under fiktive kampe på Farum Park (politisk satire) i trivielle opgør mellem FC Nordsjælland (på hjemmebane) og et af de andre tophold fra den danske superliga, de to hold er bemandet med fiktive navne. Det afgørende er imidlertid ikke hvad der foregår nede på grønsværen - men hvad der foregået mellem de to mandlige sportsjournalister i kommentatorboksen. Martin Buch forsøger at holde tungen lige i munden, mens Peter, spillet af Rasmus Botoft, ligger i skilsmisse og ikke skelner mellem privatliv (samt tiltagende alkoholindtag) og arbejde. Stemmeføringen veksler mellem overfladisk sportsjournalistisk træden vande med Peters desperate deroute som distraktionsfaktor - og så de urkomisk hurtige skift i tonefald til en boldoffensiv. Sketch-serien afsluttes med, at en nøgen Peter har fundet vej ned til fodboldbanen og superligaopgøret. Af uransagelige grunde fandt Danmarks Radio ikke indslaget fra DR P1 med Sportskommentatorerne egnet til at blive omsat til TV, og findes kun i radioversionens sidste sæson (2010), før Rytteriet blev Tv-serie.

### Farmor
En flok er samlet i et forsamlingshus til ære for farmor. Den, som har skrevet talen og boet hos farmoren (ofte en flygtning), oplevet alt anderledes.
I al hemmelighed har farmoren tvunget taleren til tage tøjet af, kalde hende grimme ord og taleren ønsker hende alt dårligt i livet.

### Manden i Bilen
Spillet af Thomas Jönsson med Nis Bank-Mikkelsens stemme. Manden i Mercedes-Benz 230 kører rundt om natten, møder masser af venner og tilfældige personer. Han tror også på bytteøkonomi, ser gamle danske film, der aldrig fik premiere, (sådan præsenteres Fraklip fra Danske Filmperler i Rytteriet II) leger med actionmænd, spiller fodbold og skyller heste med sine indiske venner.

### Fraklip fra Danske Filmperler
Et dilemma, som udskiller sig ved at en eller flere underlige personer dukker op, hvorefter lægen ender med have en hemmelighed.
I andre afsnit er der en mor, som dukker op. Fælles for disse afsnit er, at de alle i al hemmelighed er dyr eller har kropsdele af frugter og tit kommer med en kæk bemærkning, som er sjofel, som "Rør ved mig!", eller "Sut mig!"

### John og Tulle
Naboer og vennepar til Erik og Else som ironisk er deres modsætninger. Tulle har ingen hæmninger og deler alt med Else, om hvordan man scorer lækre mænd.
John virker mere passiv og er glad for alkohol. Det ses tydeligt ved et fadølsanlæg i parrets festlige lejlighed. I al hemmelighed brænder John også snaps i kælderen.

### Trold og Tralle
Et mere eller mindre amatøragtigt makkerpar, som lever sammen i deres camper. De turnerer og optræder som de to trolde Trold og Tralde som børneunderholdning, men har ikke rigtig succes og ender i et mindre skænderi. 

### Manden i Skabet
Rasmus Botoft spiller den irriterende Tage, som kommer på besøg hos sin veninde Lis (Bodil Jørgensen), hvis ven/mand er den dumme og naive Ole. Han har låst sig inde i sit skab. Tage har sjovt nok altid taget noget med, som gør, at Ole får lyst til komme ud i få minutter og tage for sig af retterne. Oles problem er, at han er modstander af alt muligt: fra fedme og truede hvaler. Han kommer ud af skabet, når alle krige er stoppet i verdenen. Ole er spillet af Martin Buch.

### Den lille Gumbas
Rasmus Botoft spiller Den lille Gumbas, en mystisk person som taler til seeren og bl.a. bringer dem ind i deres eget sind og på svævende drømmerejser. Hans mest berømte citat "NU' DU BANGE! Men vi skal længere ind, vi skal helt ind i sindet!" fik et stort følgeskab med bl.a. en dedikeret fanside på Facebook.

### Stripper-Jens
Historien om Jens, som bor med sin far, mor og lillesøster på en gård et sted i Danmark. Jens vil stik imod sine forældres ønsker skabe sig en karriere som mandestripper. Hvert afsnit slutter med, at faderen bliver meget sur på Jens og som konsekvens låser ham inde i skuret, på samme måde som Astrid Lindgrens Emil fra Lønneberg bliver straffet, når han laver skarnsstreger. Ligesom Emil sætter Jens sig til at snitte, men hvorimod Emil snitter træmænd, snitter Jens penisser i træ.

### Dage med Tage
Rasmus Botoft spiller den meget påtrængende Tage, som opsøger tilfældige mennesker i den udendørs frokostrestaurant Krøgers Familiehave i Frederiksberg Have. Dem han opsøger, er ofte udlændinge, og straks han møder dem, begynder han at overfuse dem og spise deres frokost.

### Dansk Dialekt Service
Martin Buch agerer tolk for en sønderjysk kvinde, spillet af Bodil Jørgensen, som siger underlige, usammenhængende sætninger med kraftig sønderjysk dialekt.

### Reportage med Jørgen Leth
Rasmus Botoft er sportsreporteren, som taler med filmmanden Jørgen Leth i telefonen. Jørgens sætninger starter ofte med "Jeg er et nøgent menneske" fulgt af oplysninger om, hvor han befinder sig, og hvad han laver. Indslaget gør grin med mange begivenheder i Jørgen Leths karriere og hans offentlige fremtoning.[kilde mangler]

### Pegasus
Mogens Fauske spillet af en nøgen Nis Bank-Mikkelsen læser op af den fiktive forfatter Kaja Klitfeldts digte med overskrifter som Når Ivan ilter vin og Når Vagn vasker vogn. Indslaget er en parodi på kultursnobberiet[kilde mangler].

### Mor og Datter
Mor og datter er ikke rigtig på bølgelængde. Det er ikke rigtig gået op for moderen, Bodil Jørgensen. Hun ringer og taler i telefon med eller rettere til sin datter (spillet af Lisbeth Wulff) om personlige, private og tabubelagte emner fra intimssfæren, på en grænseoverskridende måde, der bevidner en total mangel på situationsfornemmelse fra moren side.

### Telefon fra Bøje "Det er Bøje indefra nr. 16"
Afspilninger af telefonbeskeder fra Bøje "inde fra nr. seksten". til Susanne. Beskederne indeholder ofte opfordringer med seksuelle tilnærmelser. På intet tidspunkt hører man Susannes stemme. Bøjes beskeder ligner i den manglende situationsfornemmelse ved telefon-baseret envejskommunikation føromtalte sketch Mor og datter. Forskellen er, at Iben (?) tager telefonen. Men reel samtale finder ikke sted.

### Erik og Else
Historien om den dybt pessimistiske og barnlige Erik, som drikker meget rødvin og taler med sit fjernsyn. Han er gift med Else, som ihærdigt forsøger at gøre alt godt for ham. De bor i en villa i Taastrup. Erik bliver let irriteret og beruset, er ligeglad med sin kone, som uden held gør alt for at prøve få jordforbindelse med ham, og ender altid med gå i seng dybt skuffet over, at tingene ikke gik som de skulle.

### Penissange
Kendte danske sange af bl.a Poul Krebs, Morten Remar, Birthe Kjær, Sanne Salomonsen, Povl Kjøller og John Mogensen laves let om, idet et centralt ord i sangen byttes ud med ordet "penis". I hvert indslag forsøger musikproduceren at ændre sangens rigtige tekst, for efter gennemhøring at komme frem til at "det lyder bedre med penis". Sætningen "Vi kører den ind med penis" er blevet en af programmets mest vedholdende catchphrases.
Sange der er blevet parodieret:
| Original version                                | Original kunstner | Rytteriets version                                         |
| ----------------------------------------------- | ----------------- | ---------------------------------------------------------- |
| Alle Sømænd er Glade for Piger                  | Otto Brandenburg  | Alle sømænd er glade for penis                             |
| Dejlig er den himmel blå                        | N.F.S. Grundtvig  | Dejlig er den penis blå                                    |
| Der er noget i luften                           | Vilhelm Gregersen | Der er noget i penis                                       |
| Du tog mit Hjerte med                           | Søs Fenger        | Du tog min penis med                                       |
| Ensom                                           | Medina            | Penis er du ensom                                          |
| Ensom Dame 40 år                                | Bjarne Liller     | Ensom penis 40 år                                          |
| Fed Lykke                                       | Thomas Helmig     | Fed Penis                                                  |
| Går med Hunden gennem Byen                      | Peter AG          | Med Penis gennem byen                                      |
| Hodja fra Pjort                                 | Sebastian         | Penis fra Pjort                                            |
| Hvor Skoven dog er Frisk og Stor                | H.C. Andersen     | Hvor penis dog er frisk og stor                            |
| Jonathan                                        | Back to Back      | Jonathan har ingen penis                                   |
| Kære lille mormor                               | Richard Ragnvald  | Kære lille penis                                           |
| Kender I den om Rudulf                          | Poul M. Jørgensen | Kender i den om penis                                      |
| Vil du med i skoven?                            | Povl Kjøller      | Der er så fuld af sjov, inde i en røv                      |
| Min Cykel (også kendt under navnet Cykelsangen) | Povl Kjøller      | Jeg er så glad for min penis                               |
| Se Venedig og Dø                                | Lone Kellerman    | Se min penis og dø                                         |
| Sidder på et Værtshus                           | John Mogensen     | Sidder på en penis                                         |
| Sui Sui                                         | Sanne Salomonsen  | Penis løber hjemmefra                                      |
| Svantes lykkelige dag                           | Povl Dissing      | livet er ikke det værste man har, og om lidt er penis klar |
| Sådan Nogen som Os                              | Poul Krebs        | Sådan nogen som os har jo brug for en penis                |
| Tusen bitar                                     | Björn Afzelius    | En penis kan gå i tusen bitar                              |

Komponisten Vilhelm Gregersens barnebarn stævnede DR for brugen af hans morfars sang, "Der er noget i luften", da han fandt den "smagløs og modbydelig". I Aftenshowet på DR1 sendte Martin Buch og Rasmus Botoft en direkte undskyldning for brugen af sangen, men den blev dog ikke godtaget af Gregersens barnebarn, der sammenlignede med at "Mordere kan jo også sige "Undskyld, men det var ikke meningen"". Andre kunstnere har moret sig over, at deres sange bliver brugt til satire.

## Musik
Programmets musik er skabt af bl.a. Henrik Balling, Bjørn Fjæstad og Marie Key. Kending og jingler er skabt af Bossy Bo.

## Diskografi

### Rytteriet
- Radiosatire for voksne (2009)
- Rytteriets jul (2016)

### Rytteriets Husorkester
- Rytteriet 2 (2014)